# Dominique Baudis

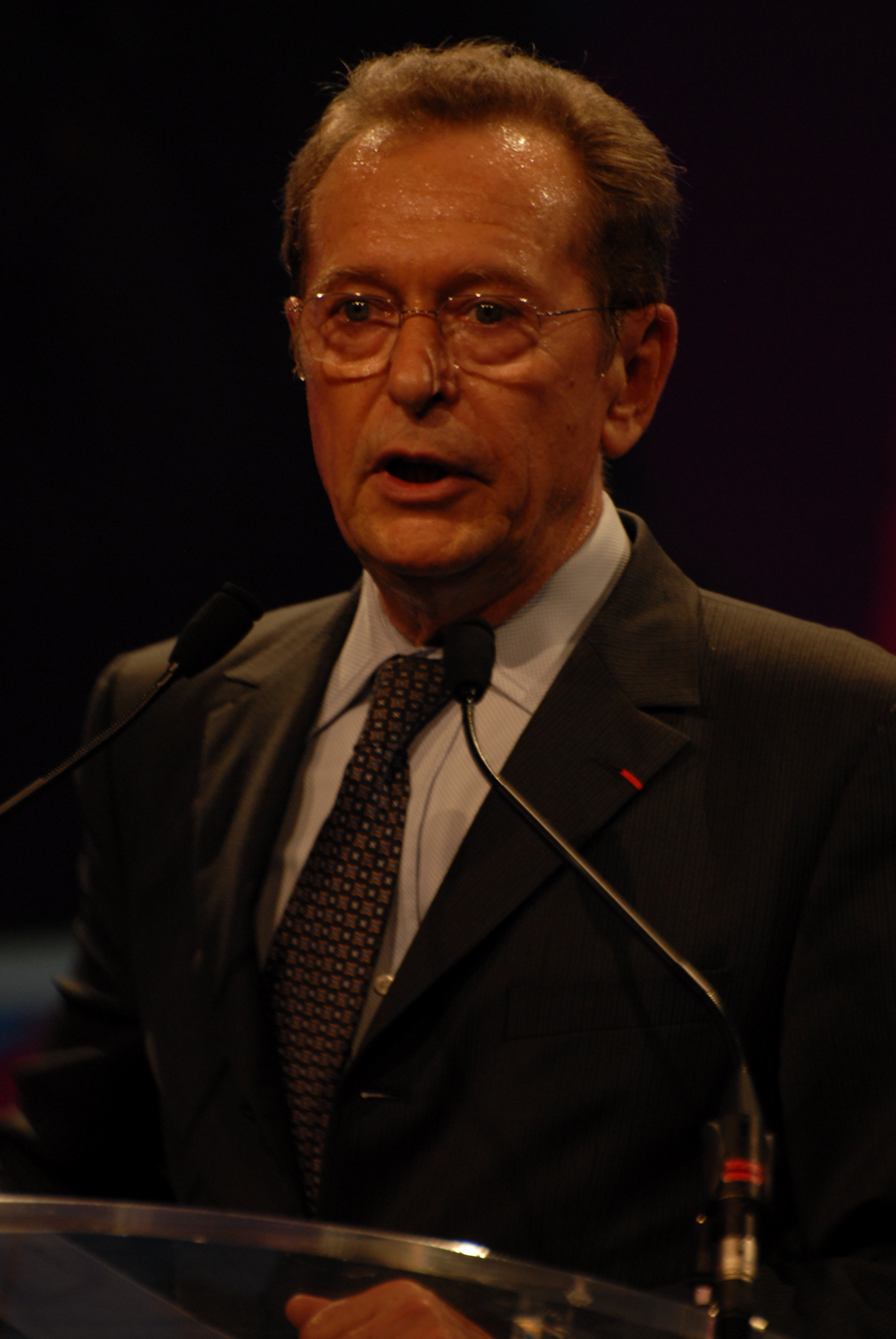
Dominique Baudis in 2008

Dominique Baudis (Parijs, 14 april 1947 - aldaar, 10 april 2014) was een Frans journalist, schrijver en politicus.
Dominique Baudis begon zijn carrière als journalist. Zo was hij eind jaren 1970 nieuwslezer op TF1. In 1983, na de dood van zijn vader Pierre Baudis, die burgemeester van Toulouse was, stelde Dominique Baudis zich kandidaat bij de gemeenteraadsverkiezingen. Hij werd verkozen en zou burgemeester blijven tot 1995. Hij zetelde ook in het Europees Parlement en was voorzitter van het Institut du monde arabe in Parijs. Daarnaast schreef Dominique Baudis verschillende boeken, waaronder Les amants de Gibraltar (uitgeverij Grasset) en Raimond le Cathare.
- Biblioteca Nacional de España: XX5243238
- Bibliothèque nationale de France: cb11890599t (data)
- Gemeinsame Normdatei: 123402751
- International Standard Name Identifier: 0000 0000 8079 6280
- Library of Congress Control Number: n81070184
- Nationale Bibliotheek van Israël: 987007276753105171
- Nederlandse Thesaurus van Auteursnamen: 237282941
- PIC: 323922
- Istituto Centrale per il Catalogo Unico: MILV152311
- Système universitaire de documentation: 026709872
- Virtual International Authority File: 211195
- WorldCat: E39PBJdMdWDHKR8xjVhxMfRtKd